# American Magic
American Magic è un team velico statunitense. È stato fondato nel 2017 in rappresentanza del New York Yacht Club per la partecipazione alla campagna dell'America's Cup 2021.

## Storia
Nasce dalla collaborazione tra il New York Yacht Club e Bella Mente Quantum Racing Association con l'obiettivo dichiarato di riportare la "vecchia brocca" negli Stati Uniti, vincitori della prima edizione (1851) del prestigioso trofeo. 
Il nome deriva da America, il veliero che vinse la prima edizione della coppa (battendo 14 sfidanti inglesi) e Magic, la prima imbarcazione a difendere la brocca nel 1870.
Prada Cup 2021
American Magic conclude i round robin senza ottenere neanche una vittoria contro Luna Rossa e Ineos Team Uk. 
Nel corso della regata conclusiva del secondo round robin, l'imbarcazione statunitense, nettamente in testa su Luna Rossa, scuffia violentemente  a un passo dalla prima vittoria.
I danni sono ingenti e American Magic è costretta a saltare l'ultimo round robin ma, anche grazie all'aiuto degli altri team, l'AC75 a stelle e strisce riesce a tornare in acqua per le semifinali, perse per 4-0 contro Luna Rossa.